# W51K
W51K（だぶりゅーごーいちけー）は、京セラが開発し、KDDI、および沖縄セルラー電話のauブランドで販売していたCDMA 1X WIN対応の携帯電話である。

## 特徴
奥行20mmのワンセグ対応機種であり、W43Kの鑑定的な後継機種にあたる機種で、EZ FeliCa（おサイフケータイ）をはじめ、オープンアプリプレイヤーを除くauの発売当初の最新サービスに対応している。更に、擬似的であるがタスク切り替え機能があり、ワンセグをBGM再生しながらメールの閲覧・返信が出来る。その上、W43Kから引き続き採用された音質補完技術「BBE M3」搭載や同社のW41K、W43K同様ウーファー付き充電器が付属され、音楽や映像コンテンツなどを重低音の効いた迫力のある音で楽しめる。プリセットされているアプリはカプコンの「ロストプラネット（モバイル版）」の体験版である。
ちなみに、ミラーオレンジとメタルシルバーの各本体色には、本体の塗装面に金属系顔料の蒸着加工が施されており、同社が手掛けたSANYOブランドを除く同キャリア向けの高機能系音声端末としては2011年春モデルのK007（KY007）が登場するまで一旦途絶える事となった。
北陸地方と沖縄県では、2007年春のCDMA 1X WIN端末で最も早く発売された。

## 沿革
- 2007年1月16日 KDDI、および京セラより公式発表。
- 2007年2月1日 順次発売。
- 2007年8月 販売終了。
- 2012年（平成24年）7月22日 L800MHz（旧800MHz帯・CDMA Band-Class 3）帯によるサービスの停波によりそれ以降、当機種は利用不可となった。

## 対応サービス
- au Smart Sports（アプリのダウンロードが必要）
- 着うたフル
- EZ待ちうた
- EZ・FM
- EZ・TV（ワンセグ）
- EZチャンネルプラス
- EZナビウォーク（声入力・3D対応）
- au LISTEN MOBILE SERVICE（ビデオクリップ対応）
- 赤外線通信(IrSimple)
- EZケータイアレンジ
- EZアプリ(BREW)（オープンアプリプレイヤー非対応）
- PCサイトビューアー